# Mercado (Hamburg)
Het Mercado (Spaans voor markt) is een complex bestaande uit een overdekt winkelcentrum met winkels, horeca, een markthal, openbare bibliotheek en een parkeergarage. Het complex ligt in Hamburg in het stadsdeel Ottensen. Het is gelegen aan de Ottenser Hauptstraße.

## Ligging
Het Mercado ligt in het Hamburgse district Altona in het stadsdeel Ottensen. Het bouwblok van het centrum wordt aan de zuidzijde begrensd door de Ottenser Hauptstraße, aan de oostzijde de Hahnenkamp en aan de noordwestzijde de Grosse Rainstraße. Aan de oostzijde grenst het centrum aan oude bebouwing. en groenstrook het centrum van de aangrenzende bebouwing. Het centrum is bereikbaar met metro, bus en auto.

## Geschiedenis
Op het grondstuk was van 1634 tot 1934, toen het door de Nationaalsocialisten werd gesloten, een Joodse begraafplaats. Tussen 1939 en 1942 werd een bunker gebouwd op het terrein. Na de Tweede Wereldoorlog werd het grondstuk teruggegeven aan de Joodse gemeenschap, die het in 1950 verkocht aan warenhuisconcern Hertie, dat er een warenhuis bouwde. In 1990 werd het warenhuis afgebroken.
In 1990 werd het grondstuk verkocht voor de bouw van een nieuw winkelcentrum. Dit leidde tot hevige protesten van orthodoxe Joden, vanwege de restanten van het Joodse kerkhof, totdat de toenmalige opperrabijn van Jeruzalem voor een compromis zorgde, waarbij er wel gebouwd kon worden, maar niet gegraven. In plaats van een ondergrondse parkeergarage werd een parkeerdek aangelegd. In het winkelcentrum is een gedenksteen aanwezig met een grote Davidster die herinnert aan de voormalige begraafplaats.
Het winkelcentrum werd geopend op 5 oktober 1995. Drie jaar later werd een openbare bibliotheek met een oppervlakte van 1.200 m² geopend in het centrum. In 2003 werd het centrum uitgebreid tot ca. 24.000 m 2 Eind 2019 werd bekendgemaakt dat het centrum optisch gemoderniseerd zou worden voor € 3 miljoen.

## Eigendom en beheer
In 2009 kocht Union Investment het centrum van het Italiaanse Pirelli & C. Real Estate SpA en Morgan Stanley Real Estate Investing voor een bedrag van € 164 miljoen. Sinds 2015 wordt het centrum beheerd door Sonae Sierra.

## Gebruik
Het centrum met een winkeloppervlak van 23.500 m² verdeeld over de kelder, begane grond en eerste verdieping. Op de begane grond is in het midden van het winkelcentrum is een versmarkt met zo'n 30 winkels op een oppervlakte van 900 m². Op de tweede en derde verdieping bevinden zich artsenpraktijken, een kinderdagverblijf en openbare bibliotheek. Daarnaast bestaat het complex uit kantoren, een parkeergarage met 400 parkeerplaatsen en 52 woningen. Ankerhuurders van het winkelcentrum zijn onder meer parfumerie Douglas, kledingwinkels H&M en Snipes en supermarktketen Edeka.